# Rotkehldrossel
Die Rotkehldrossel (Turdus ruficollis), auch Bechsteindrossel genannt, ist eine Singvogelart aus der Gattung der Echten Drosseln (Turdus) innerhalb der Familie der Drosseln (Turdidae). Das Artepitheton ist von den lateinischen Worten rufus für ‚rot‘ und collum für ‚Hals‘ abgeleitet.

## Beschreibung

### Aussehen
Die Rotkehldrossel erreicht eine Körperlänge von 24 bis 27 Zentimetern und ein Gewicht von 63,0 bis 103,0 Gramm. Zwischen den Geschlechtern besteht ein leichter Sexualdimorphismus. Bei den Männchen sind Oberkopf, Ohrdecken, Rücken, Flügel und Steuerfedern grau bis graubraun gefärbt. Die Kehle hat einschließlich des oberen Brustbereichs eine rotbraune Farbe. Der Bauch und die Flanken sind hellgrau bis ockerfarben. Das Gefieder der Weibchen ähnelt farblich demjenigen der Männchen, ist jedoch insgesamt blasser und oberseits bräunlicher. Der obere Kehlbereich ist meist weißlich cremefarben, zur Brust hin auf hell blassorangem, mit weißlichen Federpartien flockig aufgelockertem Grund deutlich schwarz längsgestrichelt.

### Gesang
Der vom Männchen vorgetragene Gesang besteht aus einer Reihung relativ einfacher, kurzer Phrasierungen.

## Verbreitung, Wanderverhalten und Lebensraum
Das Verbreitungsgebiet der Rotkehldrossel erstreckt sich vom Süden Sibiriens (Altai- und Region um den Baikalsee) bis in den Norden der Mongolei und in den Osten Chinas und Myanmars. Im Norden Indiens ist die Art nur als Wintergast anzutreffen. Winterwanderungen wurden auch bis zur Wüste Gobi, nach Japan, Taiwan, Thailand sowie vereinzelt nach Europa dokumentiert. Die Vögel besiedeln Wälder bis in Höhen von 3900 Metern, Flusstäler sowie Gebüsch reiche Steppen und Gärten.

## Lebensweise
Rotkehldrosseln ernähren sich im Sommer in erster Linie von Gliederfüßern (Arthropoda), im Herbst bevorzugt von Früchten und Samen. Das Futter für die Nestlinge bestand bei Messungen zu 93 % aus Insekten (Insecta), hauptsächlich Fliegen (Diptera) sowie aus Spinnen (Arachnida) und Regenwürmern (Lumbricidae). Die Nahrung wird vor allem auf dem Boden und in der niedrigen Vegetation gesucht. Die Brutsaison in Russland umfasst einen Zeitraum zwischen Mai und Juli. Im Süden findet dort gelegentlich eine zweite Brut statt. Das flache, schalenförmige Nest wird aus Zweigen, Moos, Schlamm und Wurzeln gefertigt. Es wird oftmals in niedriger Höhe (unter zwei Meter) in verrotteten Baumstümpfen, zuweilen auch in Astgabeln von Lärchen (Larix), Pappeln (Populus) oder Zedern (Cedrus) angelegt und mit vier bis fünf Eiern versehen. Diese sind blass blau gefärbt und mit rotbraunen Sprenkeln versehen. Gern legen zwei bis vier Paare ihre Nester in unmittelbarer Nähe an. Die Brutdauer beträgt zehn bis zwölf Tage. Nach 11 bis 13 Tagen verlässt der Nachwuchs das Nest. Im Winter schließen sich Rotkehldrosseln oftmals in gemischten Schwärmen mit anderen Drosselarten zusammen.

## Gefährdung und Schutz
Die Rotkehldrossel ist in ihren Verbreitungsgebieten nicht selten und wird demzufolge von der Weltnaturschutzorganisation IUCN als  „Least Concern = nicht gefährdet“ klassifiziert. Im Altai wurde eine maximale Besiedelungsdichte von 32 Vögeln/km² festgestellt.